# Vor
Vor (rus: Вор, en català Lladre) és una pel·lícula dramàtica russa escrita i dirigida per Pàvel Txukhrai. Fou nominada a l'Oscar a la millor pel·lícula de parla no anglesa i va guanyar els Premis Nika a la millor pel·lícula i al millor director. També va guanyar el Premi del Jurat Internacional de la Joventut, la Medalla d'Or del President del Senat Italià i el premi UNICEF a la 54a Mostra Internacional de Cinema de Venècia.
La pel·lícula tracta sobre una jove, Katya (Yekaterina Rednikova), i el seu fill de 6 anys, Sanya (Misha Philipchuk), que el 1952 coneixen un veterà oficial soviètic anomenat Tolyan (Vladimir Mashkov). Katya s'enamora de Tolyan, que resulta ser un estafador a petita escala, però que també es converteix en una figura paterna per Sanya.

## Argument
Katya, vídua pobra i desesperada, i el seu fill petit Sanya intenten sobreviure a la Unió Soviètica després de la Segona Guerra Mundial durant els primers anys 50. Mentre pugen en un tren, els dos es troben amb un bell i desconegut oficial, Tolyan que sedueix la mare. Katya es queden amb Tolyan, que pretén ser el seu marit i actua com a padrastre de Sanya, que al principi desconfia molt d'ell, ressentint-se de la seva presència i autoritat. Hi ha diverses al·lusions a Hamlet.
Mitjançant la seva bona aparença, l'aparent generositat i la seva condició de veterà de guerra, Tolyan aprofita el seu encant per estafarr persones. Ambdós, Katya i Sanya s'adonen de la naturalesa dura i cada vegada més abusiva del nou cap de família, però, tot i que alarmats, ni la mare ni el fill semblen disposats a abandonar-lo. L'amplitud de l'amor de Tolyan per la seva nova família continua sent ambigu a tota la pel·lícula i proporciona un dels elements més convincents de la història.

## Repartiment
- Vladimir Maxkov - Tolyan
- Iekaterina Rednikova - Katya
- Mixa Philiptxuk - Sanya
- Amaliia Mordvinova - esposa del doctor
- Lidiya Savtxenko - Baba Tanya
- Yuliya Artamonova - esposa de l'enginyer
- Yury Beliaiev - Sanya (als 48 anys)
- Dmitri Ixigariov - Sanya (als 12 anys)
- Anton Tabakov

## Premis

### Guanyats
Sozvezdie 1997
- Millor actor - Vladimir Maxkov

Festival Internacional de Cinema de Venècia 1997
- Premi del Jurat de Joventut Internacional - Pavel Txukhrai
- Medalla d'Or del President del Senat italià - Pavel Txukhrai
- Premi UNICEF - Pavel Txukhrai
- Festival de cinema Kinoshok de 1997:
- Millor actor - Vladimir Maxkov
- Més ben director - Pavel Txukhrai
- Premi del Jurat de Distribuïdors - Pavel Txukhrai

Premis Nika 1998
- Millor actor - Vladimir Mashkov
- Millor actriu - Ekaterina Rednikova
- Més ben director - Pavel Txukhrai
- Millor pel·lícula - Pavel Txukhraj i Igor Tolstunov
- Millor música - Vladimir Dashkevich

Premis "Young award" 1998
- Millor intèrpret jove en una pel·lícula estrangera - Misha Philipchuk

### Nominat
54a Mostra Internacional de Cinema de Venècia 1997
- Lleó d'Or - Pavel Txukhrai
- Premis European Film 1997:
- Millor pel·lícula - Igor Tolstunov

Globus d'Or
- Globus d'Or a la millor pel·lícula estrangera - Rússia

Premis Oscar 1998
- Oscar a la millor pel·lícula de parla no anglesa - Rússia

Premis Nika 1998
- Millor direcció de fotografia- Vladimir Klimov
- Millor vestuari - Natalya Moneva
- Millor disseny de producció - Viktor Petrov
- Millor guió- Pavel Txukhrai
- Millor so - Yuliya Yegorova

Premis Goya 1999
- Goya a la millor pel·lícula europea[4]